# Ville-ès-Nouaux
 (décembre 2023).
Si vous disposez d'ouvrages ou d'articles de référence ou si vous connaissez des sites web de qualité traitant du thème abordé ici, merci de compléter l'article en donnant les références utiles à sa vérifiabilité et en les liant à la section « Notes et références ».
Pour les articles homonymes, voir Nouaux.
Ville-ès-Nouaux est le nom d'un site mégalithique situé à l'ouest de la ville de Saint-Hélier, sur l'île Anglo-Normande de Jersey. Ce site néolithique comprend deux monuments, un dolmen et une ciste entourée par un cercle de pierres dénommé La Première Tour (en jersiais : La Preunmié Tou de Saint Hélyi).

## Localisation
Le site de la Ville-ès-Nouaux est situé à un kilomètre à l'ouest du centre-ville de Saint-Hélier, dans le parc Saint-André, entre la route de Saint-Aubin, la rue du Mont Cochon et la rue de Trachy, près du Clos Saint-André, et le village du Pied du Côtil.

## Description
Le dolmen est du type dolmen à couloir. Trois niveaux d'inhumation ont été identifiés lors des fouilles. Dans la couche supérieure, douze gobelets et poteries ont été découverts. Chacune de ces poteries était entourée de pierres plates construites de manière à former une ciste miniature de protection.
Le second monument correspond à une ciste de 1,20 × 1 m, recouverte par une dalle de couverture rectangulaire. Il est entouré d'un cercle de dalles, de hauteur variable, plantées verticalement, de 4,20 m de diamètre. Ce cercle donne l'impression d'être la base d'une ancienne tour, ce qui lui a valu d'être surnommé La première tour.